# Пламя над бездной
Пламя над бездной (англ. A Fire upon the Deep) — научно-фантастический роман американского писателя Вернора Винджа, изданный в 1992 году. Он завоевал премию Хьюго (1993) и принес писателю мировую славу.

## Сюжет
Действие происходит спустя 20 000 лет после событий, впоследствии описанных автором в романе «Глубина в небе». В Галактике начинают происходить странные события — смена власти на разных планетах, разрушения колоний. Выясняется, что в этом повинен когда-то уничтоженный, но сохранившийся в резервной копии агрессивный сверхинтеллект. Спасаясь от него, группа людей совершает экстренную посадку на планете, населенной разумными стаями псовых («Стаи»). Воскрешённый Фам Нювен, которому дружественный сверхинтеллект «Старик» дал нечто, способное уничтожить врага, пытается восстановить свою память в полёте на отдалённую планету. В это время оставшиеся в живых люди попадают в плен к собакоподобным (или крысоподобным) Стаям (каждая из которых представляет собой коллективный разум из нескольких интеллектуально полуавтономных особей-элементов) и становятся участниками борьбы между двумя их группировками.
В романе Виндж описывает оригинальную концепцию «зон» Галактики, в которых физические законы несколько отличаются друг от друга:
- Безмысленная Бездна (англ. The Unthinking Depths) — зона Галактики, ближайшая к ядру. Здесь плохо работают биологический и искусственный интеллекты, многие сложные устройства. Исследовать эту зону затруднительно из-за того, что движение быстрее скорости света невозможно.
- Медленная зона (англ. The Slow Zone) — следующая зона. На этой территории невозможно создать интеллект, превышающий человеческий, невозможны сложные нанотехнологические устройства. Скорость света также непреодолима. Земля находится именно в этой зоне.
- Край (англ. The Beyond) — зона, где разворачивается основное действие «Пламени». Здесь возможно перемещение быстрее скорости света, сверхсветовые коммуникации, антигравитационные устройства, сверхчеловеческий интеллект. Делится на Верхний, Средний и Нижний край в зависимости от степени проявления вышеперечисленных свойств этой зоны.
- Переход (англ. The Transcend) — окраина Галактики, где физические законы не ограничивают мощность интеллекта и сложность технологий. Здесь сверхинтеллекты, называемые автором Силами (англ. Powers), выходят на этап технологической сингулярности.

## Связанные произведения
Главный герой Фам Нювен и многие элементы той же фантастической вселенной имеются в романе «Глубина в небе» и небольшом рассказе «Болтунья», действие в котором происходит спустя тысячелетия после событий «Пламени».

### Дети неба
В 2011 году Виндж вернулся к этому циклу, выпустив роман «Дети неба» (англ. The Children of the Sky). Действие романа происходит через 10 лет после событий «Пламени над бездной», основные события происходят на планете «стай».
Флот Погибели остался в 30 световых годах от планеты, но продолжает приближаться. Равна пытается предотвратить уничтожение планеты, ускорив развитие местной цивилизации до необходимого технологического уровня. Для этого она размораживает оставшихся в живых детей и использует архивы корабля для создания новых технологий. Её планам мешают внутренние интриги и сложная политическая ситуация на планете.
Книга была номинирована на Премию Локус за лучший научно-фантастический роман от 2012 года.

## Награды и номинации
- Премия Хьюго (1993 год)
- Премия Небьюла (номинация, 1992 год)
- Мемориальная премия Джона В. Кэмпбелла за лучший научно-фантастический роман (номинация, 1993 год)[4]

## Интересные факты
- В компьютерной игре Spore, вышедшей в 2008 году, имеются некоторые элементы концепции зон Галактики. В частности, при приближении к ядру Галактики существенно падает максимально возможная скорость перемещения космического корабля.

## Переводы
Книга переведена на множество языков. Ниже представлены некоторые из них:
- Китайский: «深渊上的火»
  - 四川科学技术出版社(Sichuan Science and Technology Press), 2005: ISBN 978-7-5364-5458-3
- Хорватский: «Vatra nad dubinom»
  - Algoritam, 2002: ISBN 953-220-066-5
- Нидерландский: «Dagen des Oordeels»
  - Meulenhoff, 1993: ISBN 90-290-4169-2
- Финский: «Linnunradan ääret»
  - Like, 2008: ISBN 978-952-01-0089-6
- Французский: «Un feu sur l’abîme»
  - Robert Laffont, (31 octobre 1994): ISBN 2-221-07676-1 / ISBN 978-2-221-07676-7
  - Livre de Poche, (1998): ISBN 2-253-07208-7 / ISBN 978-2-253-07208-9
- Немецкий: «Ein Feuer auf der Tiefe»
  - Wilhelm Heyne Verlag, 1995: ISBN 3-453-07986-8.
- Иврит: «אש על פני תהום»
  - Keter Publishing 2007: דאנאקוד 692-48
- Итальянский: «Universo incostante»
  - Editrice Nord, 1993: ISBN 88-429-0738-3
  - Editrice Nord, Collana Cosmo Biblioteca, 2007: ISBN 9788842915102
- Польский: «Ogień nad otchłanią»
  - Wydawnictwo Prószyński i s-ka, 1998: ISBN 83-7180-678-7
- румынский: «Foc în adânc»
  - Editura Nemira, 2008: ISBN 978-973-143-149-9
- Русский: «Пламя над бездной»
  - AST, 2001: ISBN 5-17-005186-7; 2003: ISBN 5-237-03425-X/ISBN 5-17-002594-7
  - AST, Yermak, 2003 (two editions): ISBN 5-17-020474-4/ISBN 5-9577-0665-5, ISBN 5-17-019900-7/ISBN 5-9577-0663-9.
- Сербский: «Plamen nad ponorom»
  - Laguna, 2007: ISBN 978-86-7436-572-4[5]
- Испанский: «Un fuego sobre el abismo»
  - Ediciones B, 1994: ISBN 84-406-4469-8.